# Bismarckov tjesnac
Bismarckov tjesnac je tjesnac na Antarktiku. Nalazi se između južnog kraja otočja Anvers i otočja Wiencke te otočja Wilhelm. Istraživala ga je 1874. godine Prva antarktička njemačka ekspedicija pod vodstvom kapetana Eduarda Dallmanna.
Dallmann je ovaj kanal nazvao po Ottu von Bismarcku.